# James Watson
James Dewey Watson (Chicago, 6 april 1928) is een Amerikaanse moleculair bioloog, die in 1953 samen met Francis Crick, Rosalind Franklin en Maurice Wilkins de structuur van het DNA ontdekte. Watson ontving hiervoor met Crick en Wilkins de Nobelprijs voor Fysiologie of Geneeskunde in 1962, Franklin was al in 1958 overleden. 

## Biografie
Watson werd geboren als zoon van James Watson (incasseerder) en Jean Mitchell (administratief medewerkster). In 1943 ging hij zoölogie studeren aan de universiteit van Chicago, waar hij in 1947 een graad in de zoölogie haalde. Hij promoveerde in 1950 aan de Universiteit van Indiana in Bloomington. Daarna reisde hij naar Kopenhagen om postdoctoraal onderzoek te doen. In 1952 ging hij werken in het Cavendish-laboratorium in Cambridge, waar hij Francis Crick ontmoette. Voortbouwend op de resultaten met röntgendiffractie van Rosalind Franklin en Wilkins kwamen ze tot een model voor de structuur van DNA, dat door hem en Crick werd gepubliceerd in het gezaghebbende wetenschappelijke tijdschrift Nature in 1953.

## Kritiek
Watson was betrokken bij het menselijk genoomproject, waarvan hij van 1988 tot 1992 directeur was. In 1993 kreeg hij de Copley Medal. Hij is een overtuigd atheïst met vele uitgesproken controversiële opinies op het gebied van genetische manipulatie, raciaal bepaalde eigenschappen en abortus provocatus. Professor E.O. Wilson omschreef hem als "De meest onaangename persoon die ik ooit heb ontmoet".
In oktober 2007 werd Watson op non-actief gesteld als directeur van het Cold Spring Harbor Laboratory op Long Island in New York. Dit werd besloten naar aanleiding van een interview van Watson met de Britse krant The Sunday Times, waarin hij zei dat hij "somber was over het perspectief van Afrika", omdat "al ons sociale beleid gebaseerd is op het feit dat hun intelligentie hetzelfde is als de onze", om eraan toe te voegen dat hij wel hoopte dat iedereen gelijk zou zijn, maar dat "iedereen die ooit met zwarte werknemers te maken had gehad, ondervonden had dat dit niet waar was". Watson werd vanwege dit interview ook uit de bestuursraden van meerdere bedrijven ontslagen.
In november 2014 verontschuldigde Watson zich opnieuw voor zijn uitspraken, die hij als "zeer dom" bestempelde. Hij verkocht zijn Nobelprijsmedaille in de hoop terug in de gratie te komen. Hij wilde een deel van de opbrengst van de verkoop aan wetenschappelijke instellingen schenken. De verkoop leverde circa 3,8 miljoen op. De opkoper besloot de medaille echter niet zelf te houden, maar schonk hem terug aan Watson.
In 2019 verbrak het Cold Spring Harbor Laboratory - waarvan Watson meerdere jaren de leiding had - alle banden met de wetenschapper na herhaalde uitspraken over het verband tussen intelligentie en ras. In de PBS-documentaire 'American Masters: Decoding Watson' herhaalde Watson zijn standpunten dat gekleurde mensen aantoonbaar minder intelligent zijn. Ook trok zijn voormalige werkgever een aantal eretitels die Watson had ontvangen ('chancellor emeritus', 'Oliver R Grace professor emeritus') weer in.

## Het DNA van James Watson
Om te vieren dat het menselijk genoom geheel was beschreven (zie Human Genome Project) werd het door Watson ter beschikking gestelde eigen DNA in 2008 als "project Jim" gepubliceerd door het tijdschrift Nature.
Later in 2008 werd duidelijk dat Watson een uitzondering had bedongen voor zijn ApoE-gen. Een afwijking op dit gen is de belangrijkste risicofactor voor het krijgen van de Ziekte van Alzheimer. Toen het tijdschrift European Journal of Human Genetics Watson in oktober 2008 voorrekende dat ook omliggende, openbare, stukken DNA het ontrafelen van de sequentie van gen ApoE mogelijk maakte, liet Watson twee miljoen baseparen uit zijn openbaar gemaakte genoom onleesbaar maken.

## Huwelijk en gezin
Watson trouwde in 1968. Het huwelijk bracht twee zonen voort (1970 en 1972).

## Eerbewijzen en onderscheidingen
- Albert Lasker Award for Basic Medical Research
- Benjamin Franklin Medal for Distinguished Achievement in the Sciences[6]
- Charles A. Dana Award
- Copley Medal of the Royal Society
- Eli Lilly Award in Biochemistry
- Fellow of the New York Academy of Sciences
- Gairdner Award
- Heald Award
- Ridder Commandeur in de Orde van het Britse Rijk
- John Collins Warren Prize of the Massachusetts General Hospital
- John J. Carty Gold Medal of the National Academy of Sciences
- Kaul Foundation Award for Excellence
- Liberty Medal[7]
- Gouden Lomonosov-medaille
- Lotos Club Medal of Merit
- Mendel Medaille
- National Biotechnology Venture Award
- National Medal of Science[8]
- New York Academy of Medicine Award
- Nobelprijs voor Fysiologie of Geneeskunde[9]
- Othmer Medal
- Presidential Medal of Freedom[10]
- Research Corporation Prize
- University of Chicago Alumni Medal
- University College London Prize
- University Medal at SUNY Stony Brook

## Eredoctoraten
- D.Sc., University of Chicago, 1961
- D.Sc., Indiana University, 1963
- L.L.D., Notre Dame University, 1965
- D.Sc., Long Island University (C.W. Post), 1970
- D.Sc., Adelphi University, 1972
- D.Sc., Brandeis University, 1973
- D.Sc., Albert Einstein College of Medicine, 1974
- D.Sc., Hofstra University, 1976
- D.Sc., Harvard University, 1978
- D.Sc., Rockefeller University, 1980
- D.Sc., Clarkson College, 1981
- D.Sc., SUNY at Farmingdale, 1983
- M.D., Buenos Aires, Argentina, 1986
- D.Sc., Rutgers University, 1988
- D.Sc., Bard College, 1991
- D.Sc., University of Stellenbosch, S. Africa, 1993
- D.Sc., Fairfield University, 1993
- D.Sc., University of Cambridge, United Kingdom, 1993

## Lidmaatschappen van academies
- American Academy of Arts and Sciences
- American Association for Cancer Research
- American Philosophical Society
- American Society of Biological Chemists
- Cambridge University (Honorary Fellow, Clare College)
- Danish Academy of Arts and Sciences
- National Academy of Sciences
- Oxford University (Newton-Abraham Visiting Professor)
- Presidential Medal of Freedom[11]
- Royal Society (London)
- Russian Academy of Sciences